# Ophioglossum californicum
Ophioglossum californicum là một loài dương xỉ trong họ Ophioglossaceae. Loài này được Prantl mô tả khoa học đầu tiên năm 1883.